# Caloptilia onustella
Caloptilia onustella là một loài bướm đêm thuộc họ Gracillariidae. Nó được tìm thấy ở hầu hết châu Âu, phía đông đến phần châu Âu thuộc Nga, Ukraina, Tajikistan và Turkmenistan, cũng như Maroc và Thổ Nhĩ Kỳ.
Ấu trùng ăn Acer species, bao gồm Acer campestre, Acer monspessulanum, Acer platanoides và Acer pseudoplatanus. Chúng ăn lá nơi chúng làm tổ.

## Phân loại
Caloptilia semifascia is often considered to be a form (and thus synonym) of Caloptilia onustella.